# Genes, Brain and Behavior
Genes, Brain and Behavior ist eine wissenschaftliche Fachzeitschrift, in der Artikel zur neurogenetischen und verhaltensgenetischen Forschung erscheinen. Die Zeitschrift wurde 2002 gegründet und wird von Wiley-Blackwell verlegt. Sie ist das Publikationsorgan der International Behavioural and Neural Genetics Society. Ihr Impact Factor im Jahr 2013 war 3,597. Der Gründungs-Chefredakteur war Wim Crusio. Seit 2012 ist Andrew Holmes Chefredakteur.